# Akzept (Verein)
akzept e.V. – Bundesverband für akzeptierende Drogenarbeit und humane Drogenpolitik ist der  Dachverband von etwa 60 Einrichtungen der Drogenhilfe, AIDS-Hilfe, Selbsthilfegruppen und Elternorganisationen sowie über 130 Einzelpersonen aus Deutschland und Nachbarländern. akzept wurde 1990 in Bremen gegründet. Ziele des Bundesverbandes sind die Förderung Akzeptierender Drogenarbeit, die Entkriminalisierung von Drogenkonsumenten und die Forschung zur Wirkung prohibitiver Drogenpolitik.
Vorsitzender ist Heino Stöver, Mitglieder im wissenschaftlichen Beirat sind unter anderen: Lorenz Böllinger, Manfred Kappeler, Stephan Quensel, Peter Raschke, Sebastian Scheerer und Irmgard Vogt.
Seit 2014 ist akzept Mitherausgeber des Alternativen Drogen- und Suchtberichts, der bislang neunmal erschienen ist. Darin wird sich von Wissenschaftlern, Suchthilfepraktikern, Elternvertretern, Politikern und auch Drogenkonsumenten kritisch mit der bestehenden Drogenpolitik auseinandergesetzt. Im Bericht des Jahres 2021 nimmt auch
der ehemalige Polizeipräsident in Münster Hubert Wimber Stellung.